# Tatra T3

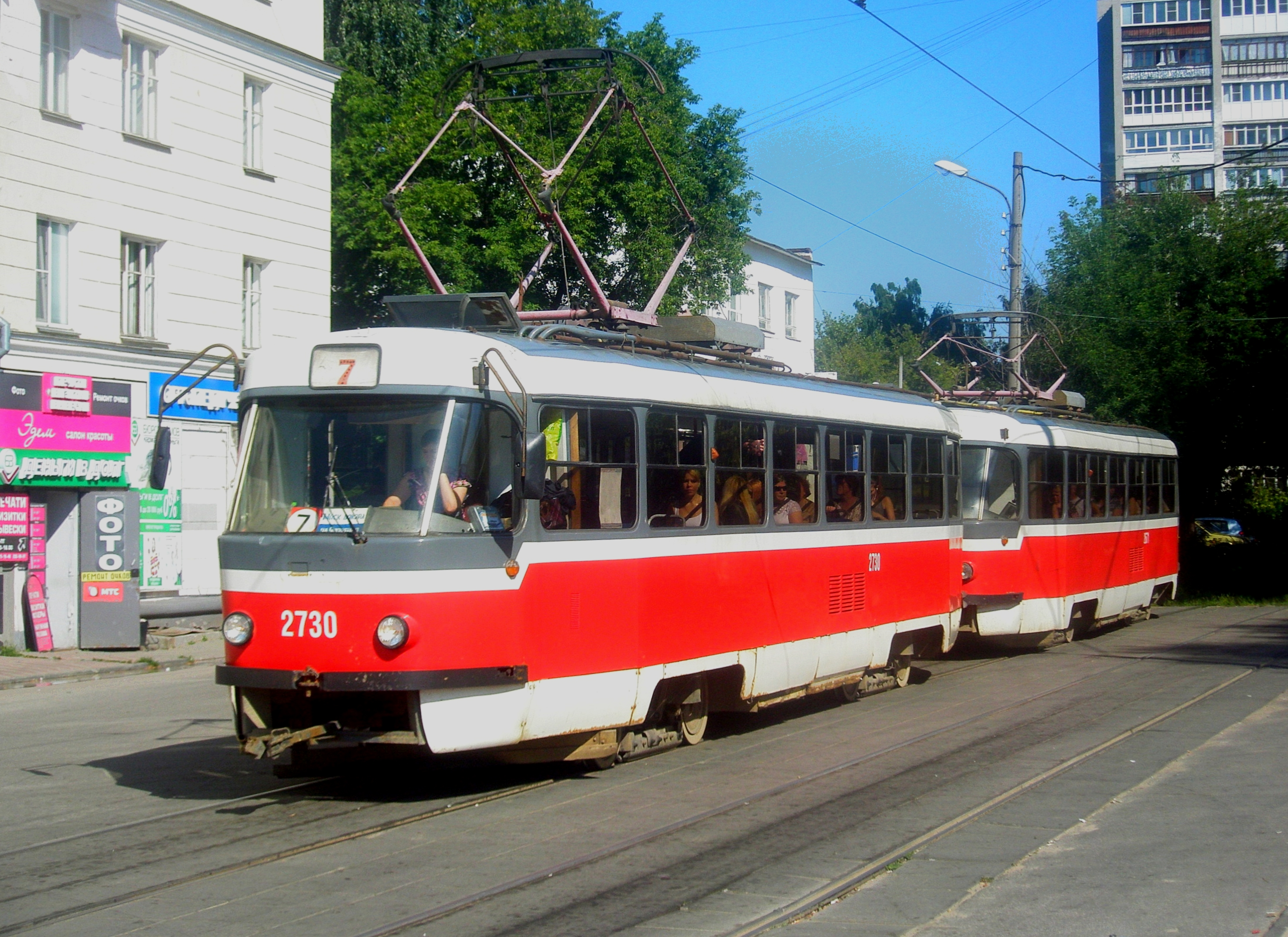
Skład Tatr T3SU w Niżnym Nowogrodzie

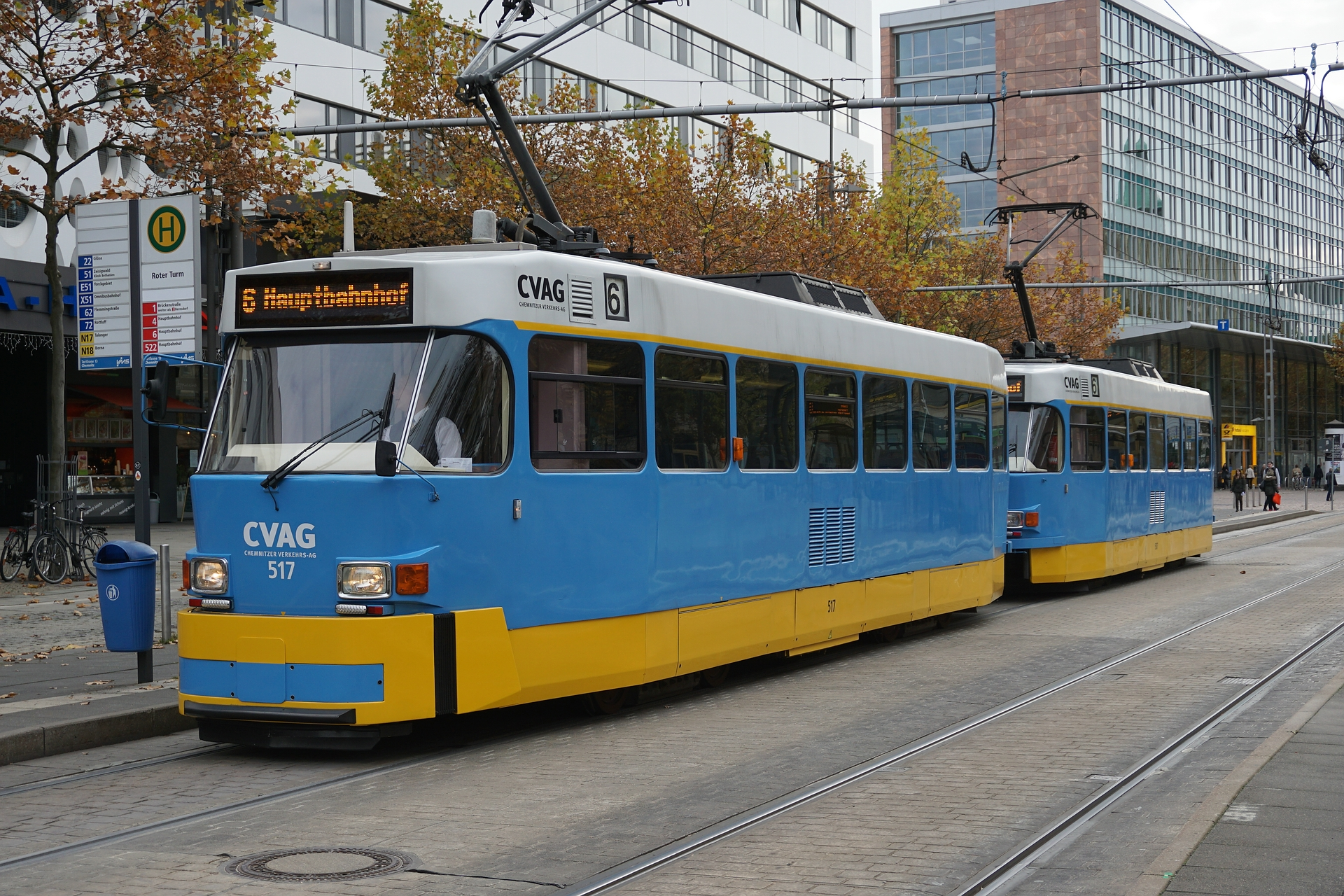
Zmodernizowane Tatry T3D w Chemnitz

Tatra T3 – tramwaj wytwarzany w różnych odmianach w latach 1961–1990 w zakładach ČKD w Pradze w Czechach.

## Konstrukcja
Tramwaj T3 jest następcą wozów Tatra T1 i Tatra T2 opartych na koncepcji PCC. Jest to główny typ tramwaju eksploatowanego w Czechach i na Słowacji, a także najliczniejszy (obok KTM-5) typ tramwaju na świecie (wyprodukowano 13 991 wagonów silnikowych i 122 doczepne).
T3 to jednokierunkowy wóz konstrukcji stalowej, wyposażony w troje drzwi składanych harmonijkowo oraz charakterystyczne siedzenia z laminatu. W Czechach mówi się na nie czasem „Sanie Lenina”.
Od lat 80. XX wieku poddawano go różnym modernizacjom – w tym np. dodanie układu tyrystorowego oszczędzającego prąd.

## Produkowane odmiany
- T3 (1369 sztuk) – dla Czechosłowacji
- T3SU (11368 sztuk) – dla ZSRR
- T3SUCS (911 sztuk) – dla Czechosłowacji
- T3D (250 sztuk) – dla NRD
- T3YU (46 sztuk) – dla Jugosławii
- T3R (50 sztuk) – dla Rumunii

Odmiany oznaczone inaczej (np. T3M, T3R.P) to oznaczenia wozów zmodernizowanych przez przedsiębiorstwa komunikacyjne we własnym zakresie.
Wagony doczepne B3D (121 sztuk) eksportowano do NRD, a B3YU (4 sztuki) do Jugosławii.

### T3D
Odmiana tramwaju T3 produkowana w latach 1969–1988 dla ówczesnej Niemieckiej Republiki Demokratycznej.
W latach 1964–1965 w Dreźnie testowano wagony T3 wypożyczone z Pragi. Jednak ze względu na szerokość pudła tramwaje tego typu zakupił jedynie Chemnitz i Schwerin. W obydwu miastach przeprowadzano modernizacje wyeksploatowanych wagonów poprzez montaż nowych drzwi odskokowo-uchylnych, modernizację wyglądu zewnętrznego i wnętrza wozu. Wycofane z eksploatacji egzemplarze sprzedano do miast takich jak Ałmaty, Dyneburg, Dniepr i Tuła.

### T3SU
Odmiana tramwaju Tatra T3 przeznaczona na eksport do ZSRR.
Po wprowadzeniu do eksploatacji wozów T2SU ZSRR postanowił zamówić następcę tych wagonów. Zakłady ČKD w Pradze wyprodukowały wóz T3SU jako następcę tramwaju T2SU. Pierwsze egzemplarze zostały dostarczone w 1963 roku do Moskwy, a następnie do innych miast w ZSRR.
Pierwsze tramwaje tego typu nie różniły się zasadniczo od Tatr T2SU. Jedną z niewielkich różnic była zabudowana kabina motorniczego oraz dwoje harmonijkowych drzwi (wozy produkowane od 1976 roku zostały jednak wyposażone w troje drzwi). Kolejną różnicą było zastosowanie mocniejszych grzejników.
Tramwaje T3SU to wozy, wyprodukowane w rekordowej liczbie 11 368 sztuk. Pomimo ich podeszłego wieku i nierzadko złego stanu technicznego nadal są one eksploatowane.

### T3YU
Odmiana tramwaju Tatra T3 produkowana na eksport do dawnej Jugosławii. Pierwszy wagon tego typu powstał w 1967 roku. Wagon różnił się od wozu T3 pantografem zainstalowanym na drugiej sekcji.
Pierwszy egzemplarz testowany był w Sarajewie. W trakcie testów pantograf przeniesiono na przód wozu.
Jednak 46 egzemplarzy dostarczono do miasta Osijek, gdzie eksploatowane są do dziś. W trakcie eksploatacji uległy one drobnym modernizacjom (m.in. montaż połówkowego pantografu). Tramwaje T3YU eksploatowane w Osijeku od wozu prototypowego różnią się pantografem zamontowanym na przedzie tramwaju oraz wózkami przystosowanymi na rozstaw torów 1000 mm.

### T3R
Wagony typu T3R wyprodukowane dla Rumunii były, oprócz prototypu LHB dla Bukaresztu, pierwszymi tramwajami zakupionymi za granicą po II wojnie światowej. Z powodu znacznej szerokości pudła wynoszącej 2,5 m na ich zakup zdecydowało się jedynie miasto Gałacz. Tamże dostarczono pierwszy wagon w 1971 r. z okazji otwarcia pierwszego normalnotorowego odcinka sieci tramwajowej. Wagony odróżniały się od pozostałych wagonów typu T3 innym typem wyposażenia elektrycznego, które było dostosowane do napięcia stałego 750 V. Łącznie do Gałacza dostarczono w 1978 r. 50 Tatr T3R. Obecnie wszystkie są już wycofane z eksploatacji.

## Modernizacje

### Czechy i Słowacja

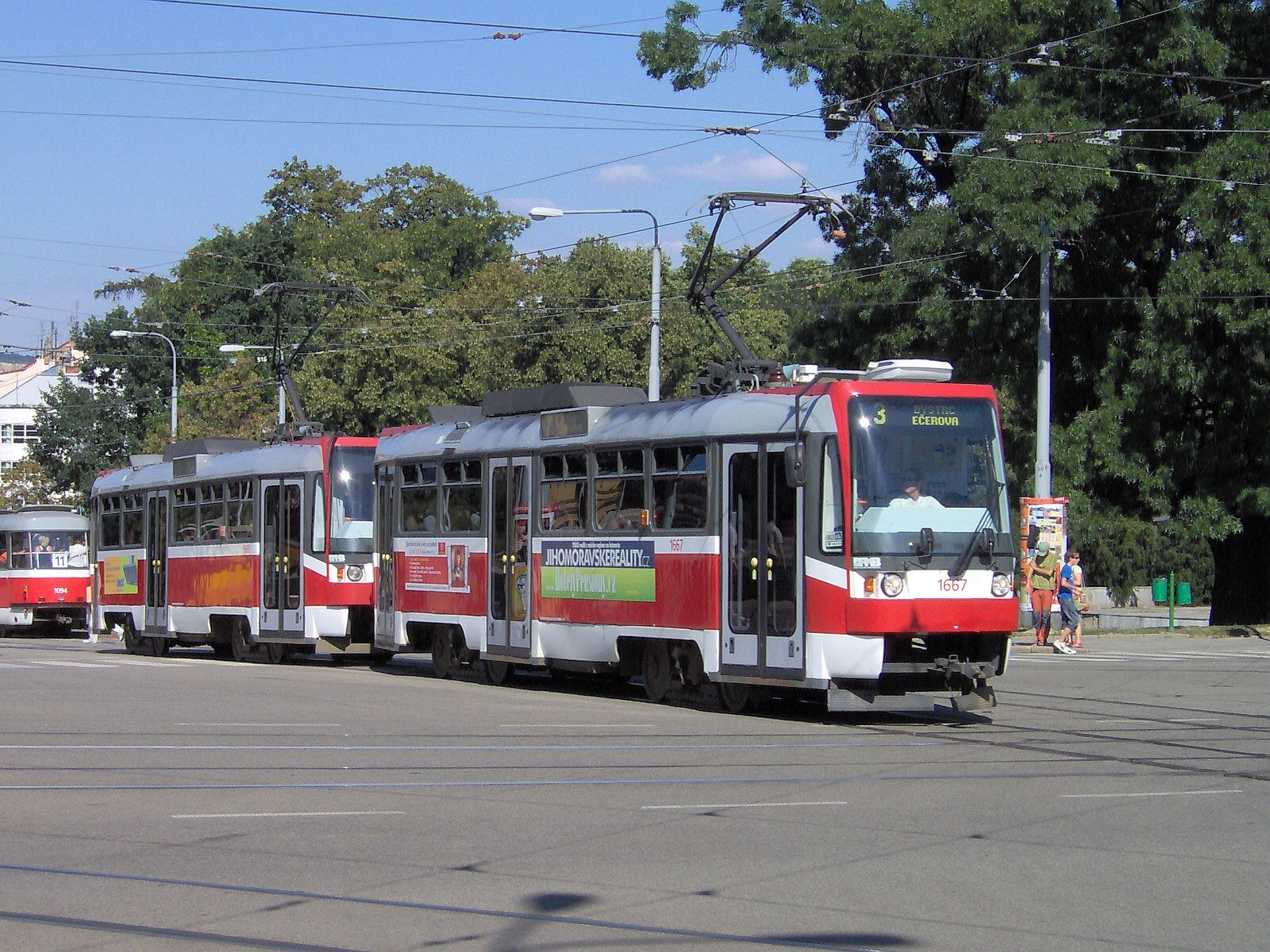
Brneńskie Tatry T3R

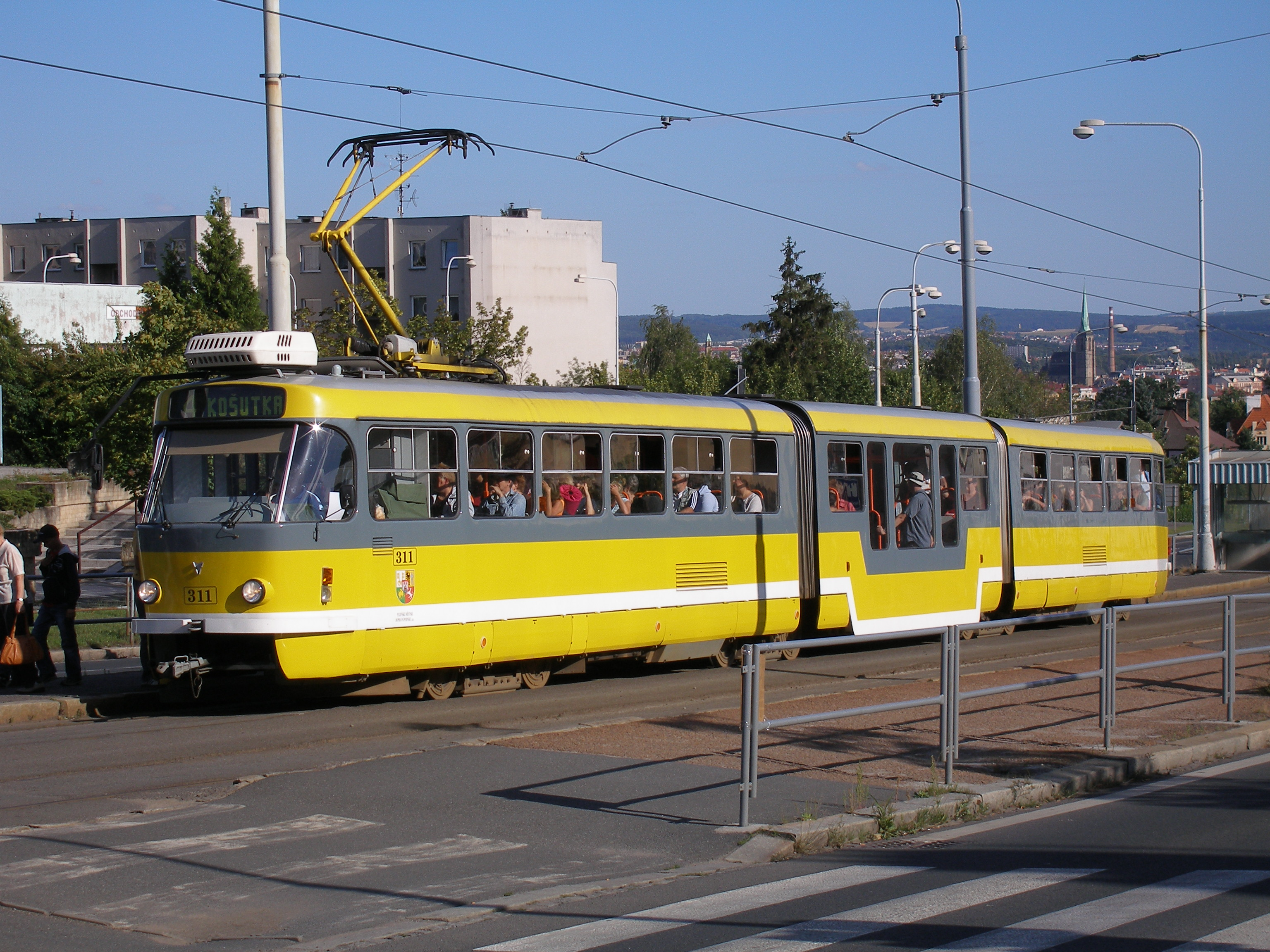
Pilzneńska trójczłonowa Tatra K3R-NT ze środkowym członem niskopodłogowym

W latach 90. XX wieku wagony typu T3 modernizował liberecki przewoźnik. Oprócz znacznych przebudów, w wyniku których powstały tramwaje T3G i 02T (patrz niżej), przeprowadzano także modernizacje mniej ingerujące w konstrukcję wagonu, które oznaczano jako Tatra T3m. Głównym celem remontu tramwajów była modernizacja przedziału pasażerskiego (nowe siedzenia, podłoga antypoślizgowa, nowe oświetlenie).
- Tatra T3M – wyposażenie elektryczne typu TV1
- Tatra T3G – wyposażenie TV8 z tyrystorami GTO
- Tatra T3R – wyposażenie TV8 z tyrystorami GTO, nowy wygląd
- Tatra T3M.3 (także Tatra T3T), Tatra T3M.4 – wyposażenie TV14 z tranzystorami IGBT
- Škoda 01T (także Tatra T3M.0) – wyposażenie Škody z tranzystorami IGBT
- Škoda 02T (także Tatra T3M.04) – wyposażenie Škody z tranzystorami IGBT
- Tatra T3R.E – wyposażenie TV Europulse
- Tatra T3R.P (także Tatra T3P) – wyposażenie TV Progress
- Tatra K3R-NT – wyposażenie TV Progress, wagon przegubowy powstały z dwóch T3. Wbudowany środkowy człon niskopodłogowy

- Tatra T3S – wyposażenie TV14 z tranzystorami IGBT, nowy wygląd
- Tatra T3Mod – wyposażenie EVPÚ Nová Dubnica
- Tatra T3AS – wyposażenie EVPÚ Nová Dubnica, nowy wygląd

Tramwaje oparte na konstrukcji Tatry T3:
- Tatra T3M.2-DVC – wyposażenie typu TV1
- Tatra T6A5.3 – wyposażenie TV14 z tranzystorami IGBT, pudło tramwaju T6A5
- Tatra T3R.EV – asynchroniczne wyposażenie TV Europulse
- Vario LF – asynchroniczne wyposażenie elektryczne typu TV Europulse, środkowa część tramwaju jest niskopodłogowa, nowy wygląd
- Tatra T3R.PV – wyposażenie TV Progress
- Tatra T3R.PLF – wyposażenie TV Progress, środkowa część tramwaju jest niskopodłogowa
- Tatra T3R.SLF – wyposażenie Škody, środkowa część tramwaju jest niskopodłogowa
- T3 Coupé – nadwozie Coupé

### Niemcy
- Tatra T3D-M – wyświetlacze, osłony wózków, nowa aparatura elektryczna, drzwi odskokowo-uchylne, pantograf połówkowy

## Dostawy
| Państwo        | Miasto           | Typ      | Lata dostaw | Liczba szt. | Numery taborowe                            | Uwagi                                                             |                            |
| -------------- | ---------------- | -------- | ----------- | ----------- | ------------------------------------------ | ----------------------------------------------------------------- | -------------------------- |
| Czechosłowacja | Bratysława       | T3       | 1964–1966   | 42          | 267–308                                    |                                                                   | [ 2 ] [ 3 ]                |
| Czechosłowacja | Bratysława       | T3SU     | 1982        | 20          | 717–736                                    |                                                                   | [ 2 ] [ 3 ]                |
| Czechosłowacja | Bratysława       | T3SUCS   | 1985–1989   | 110         | 7737–7846                                  |                                                                   | [ 2 ] [ 3 ]                |
| Czechosłowacja | Bratysława       | nadwozie | 1976        | 16          | patrz uwagi                                |                                                                   | [ 4 ] [ 3 ]                |
| Czechosłowacja | Brno             | T3       | 1963–1972   | 109         | 495–580, 1581–1603                         |                                                                   | [ 2 ] [ 5 ] [ 6 ]          |
| Czechosłowacja | Brno             | T3SUCS   | 1985–1989   | 49          | 1604–1652                                  |                                                                   | [ 2 ] [ 5 ] [ 6 ]          |
| Czechosłowacja | Brno             | nadwozie | 1971        | 1           | 1497                                       |                                                                   | [ 5 ] [ 6 ] [ 4 ]          |
| Czechosłowacja | Koszyce          | T3       | 1963–1967   | 93          | 243–335                                    |                                                                   | [ 2 ] [ 7 ]                |
| Czechosłowacja | Koszyce          | T3SU     | 1982        | 20          | 336–355                                    |                                                                   | [ 2 ] [ 7 ]                |
| Czechosłowacja | Koszyce          | T3SUCS   | 1983–1989   | 69          | 356–424                                    |                                                                   | [ 2 ] [ 7 ]                |
| Czechosłowacja | Koszyce          | nadwozie | 1970–1979   | 11          | patrz uwagi                                |                                                                   | [ 4 ] [ 7 ] [ 8 ]          |
| Czechosłowacja | Liberec          | T3       | 1965–1973   | 20          | 29–48                                      |                                                                   | [ 2 ] [ 9 ]                |
| Czechosłowacja | Liberec          | T3SU     | 1982–1983   | 10          | 49–58                                      |                                                                   | [ 2 ] [ 10 ]               |
| Czechosłowacja | Liberec          | T3SUCS   | 1986–1987   | 23          | 59–81                                      |                                                                   | [ 2 ] [ 10 ]               |
| Czechosłowacja | Most i Litvínov  | T3       | 1967–1972   | 9           | 290–298                                    |                                                                   | [ 2 ] [ 11 ]               |
| Czechosłowacja | Most i Litvínov  | T3SU     | 1982        | 26          | patrz uwagi                                |                                                                   | [ 2 ] [ 11 ]               |
| Czechosłowacja | Most i Litvínov  | T3SUCS   | 1983–1987   | 43          | patrz uwagi                                |                                                                   | [ 2 ] [ 11 ]               |
| Czechosłowacja | Most i Litvínov  | nadwozie | 1968–1976   | 28          | patrz uwagi                                |                                                                   | [ 11 ] [ 12 ]              |
| Czechosłowacja | Ołomuniec        | T3       | 1966–1970   | 30          | 116–145                                    |                                                                   | [ 2 ] [ 13 ]               |
| Czechosłowacja | Ołomuniec        | T3SUCS   | 1983–1987   | 39          | 146–184                                    |                                                                   | [ 2 ] [ 13 ]               |
| Czechosłowacja | Ostrawa          | T3       | 1965–1975   | 97          | 701–797                                    |                                                                   | [ 2 ] [ 14 ]               |
| Czechosłowacja | Ostrawa          | T3SU     | 1982        | 5           | 901–905                                    |                                                                   | [ 2 ] [ 14 ]               |
| Czechosłowacja | Ostrawa          | T3SUCS   | 1983–1987   | 122         | 906–1027                                   |                                                                   | [ 2 ] [ 14 ]               |
| Czechosłowacja | Ostrawa          | nadwozie | 1976–1997   | 23          | 732, 777, 798, 1028–1047                   |                                                                   | [ 4 ] [ 14 ]               |
| Czechosłowacja | Pilzno           | T3       | 1964–1976   | 48          | 160–207                                    |                                                                   | [ 2 ] [ 15 ]               |
| Czechosłowacja | Pilzno           | T3SU     | 1982        | 25          | 208–232                                    |                                                                   | [ 2 ] [ 15 ]               |
| Czechosłowacja | Pilzno           | T3SUCS   | 1983–1987   | 55          | 233–287                                    |                                                                   | [ 2 ] [ 15 ]               |
| Czechosłowacja | Praga            | T3       | 1960–1976   | 892         | 6101–6992                                  | nr 6101 – prototyp                                                | [ 2 ] [ 16 ] [ 17 ]        |
| Czechosłowacja | Praga            | T3SU     | 1982        | 20          | 7001–7020                                  |                                                                   | [ 2 ] [ 18 ] [ 19 ]        |
| Czechosłowacja | Praga            | T3SUCS   | 1983–1989   | 272         | 7021–7292                                  |                                                                   | [ 2 ] [ 20 ] [ 21 ]        |
| Czechosłowacja | Praga            | T3M      | 1992        | 1           | 8071                                       | pierwotnie wagon testowy ČKD nr 8003, sprzedany dla DPP w 1992 r. | [ 22 ]                     |
| Czechosłowacja | Praga            | nadwozie | 1966–1996   | 43          | patrz uwagi                                |                                                                   | [ 4 ] [ 23 ] [ 24 ] [ 25 ] |
| Jugosławia     | Osijek           | T3YU     | 1968–1982   | 26          | 6839–6848, 7211–7222, 8223–8226            |                                                                   | [ 2 ] [ 26 ]               |
| Jugosławia     | Sarajewo         | T3YU     | 1967–1969   | 20          | 120–139                                    |                                                                   | [ 2 ] [ 27 ]               |
| NRD            | Chemnitz         | T3D      | 1968–1988   | 132         | 401–532                                    |                                                                   | [ 2 ]                      |
| NRD            | Schwerin         | T3D      | 1973–1988   | 115         | 201–297, 401–418                           |                                                                   | [ 2 ]                      |
| Rumunia        | Gałacz           | T3R      | 1971–1974   | 50          | 1–50                                       |                                                                   | [ 28 ]                     |
| ZSRR           | Barnauł          | T3SU     | 1967–1985   | 444         |                                            |                                                                   | [ 29 ]                     |
| ZSRR           | Charków          | T3SU     | 1967–1987   | 735         |                                            |                                                                   | [ 29 ]                     |
| ZSRR           | Dniepr           | T3SU     | 1968–1987   | 370         |                                            |                                                                   | [ 29 ]                     |
| ZSRR           | Donieck          | T3SU     | 1967–1987   | 251         |                                            |                                                                   | [ 29 ]                     |
| ZSRR           | Grozny           | T3SU     | 1981–1986   | 70          |                                            |                                                                   | [ 29 ]                     |
| ZSRR           | Irkuck           | T3SU     | 1967–1968   | 30          |                                            |                                                                   | [ 29 ]                     |
| ZSRR           | Iżewsk           | T3SU     | 1966–1986   | 270         |                                            |                                                                   | [ 29 ]                     |
| ZSRR           | Jekaterynburg    | T3SU     | 1964–1986   | 530         |                                            |                                                                   | [ 29 ]                     |
| ZSRR           | Kamieńskie       | T3SU     | 1972–1986   | 183         |                                            |                                                                   | [ 29 ]                     |
| ZSRR           | Kijów            | T3SU     | 1964–1987   | 923         | 5052–5688, 5701–5858, 5901–5994, 6000–6032 |                                                                   | [ 29 ]                     |
| ZSRR           | Kijów            | nadwozie | 1981        | 2           |                                            |                                                                   | [ 4 ]                      |
| ZSRR           | Kramatorsk       | T3SU     | 1967        | 2           | 22, 23                                     |                                                                   | [ 29 ] [ 30 ]              |
| ZSRR           | Krasnodar        | T3SU     | 1980–1986   | 115         |                                            |                                                                   | [ 29 ]                     |
| ZSRR           | Krzywy Róg       | T3SU     | 1986–1987   | 50          | 001–050                                    |                                                                   | [ 29 ] [ 31 ]              |
| ZSRR           | Kursk            | T3SU     | 1966–1987   | 278         |                                            |                                                                   | [ 29 ]                     |
| ZSRR           | Mariupol         | T3SU     | 1967–1975   | 32          | 1001–1005, 1008–1034                       |                                                                   | [ 29 ] [ 32 ]              |
| ZSRR           | Moskwa           | T3SU     | 1963–1987   | 2069        |                                            |                                                                   | [ 29 ]                     |
| ZSRR           | Moskwa           | nadwozie | 1970–1971   | 6           |                                            |                                                                   | [ 4 ]                      |
| ZSRR           | Niżny Nowogród   | T3SU     | 1978–1986   | 220         |                                            |                                                                   | [ 29 ]                     |
| ZSRR           | Nowokuźnieck     | T3SU     | 1967–1986   | 215         |                                            |                                                                   | [ 29 ]                     |
| ZSRR           | Odessa           | T3SU     | 1966–1987   | 484         | 2945–3339, 4001–4089                       |                                                                   | [ 29 ] [ 33 ] [ 34 ]       |
| ZSRR           | Orzeł            | T3SU     | 1979–1985   | 85          | 001–085                                    |                                                                   | [ 29 ] [ 35 ]              |
| ZSRR           | Piatigorsk       | T3SU     | 1967–1987   | 117         |                                            |                                                                   | [ 29 ]                     |
| ZSRR           | Rostów nad Donem | T3SU     | 1967–1985   | 405         |                                            |                                                                   | [ 29 ]                     |
| ZSRR           | Ryga             | T3SU     | 1974–1987   | 243         |                                            |                                                                   | [ 29 ]                     |
| ZSRR           | Samara           | T3SU     | 1964–1986   | 619         |                                            |                                                                   | [ 29 ]                     |
| ZSRR           | Taszkent         | T3SU     | 1983–1985   | 18          | 2501–2518                                  |                                                                   | [ 29 ] [ 36 ]              |
| ZSRR           | Tuła             | T3SU     | 1965–1986   | 401         |                                            |                                                                   | [ 29 ]                     |
| ZSRR           | Tuła             | nadwozie | 1971        | 1           |                                            |                                                                   | [ 4 ]                      |
| ZSRR           | Twer             | T3SU     | 1967–1986   | 306         |                                            |                                                                   | [ 29 ]                     |
| ZSRR           | Ufa              | T3SU     | 1966–1987   | 360         |                                            |                                                                   | [ 29 ]                     |
| ZSRR           | Uljanowsk        | T3SU     | 1966–1986   | 401         |                                            |                                                                   | [ 29 ]                     |
| ZSRR           | Władykaukaz      | T3SU     | 1972–1987   | 114         |                                            |                                                                   | [ 29 ]                     |
| ZSRR           | Wołgograd        | T3SU     | 1967–1987   | 425         |                                            |                                                                   | [ 29 ]                     |
| ZSRR           | Wołżski          | T3SU     | 1967–1980   | 75          | 52–126                                     |                                                                   | [ 29 ] [ 37 ] [ 38 ]       |
| ZSRR           | Woroneż          | T3SU     | 1977–1986   | 209         |                                            |                                                                   | [ 29 ]                     |
| ZSRR           | Zaporoże         | T3SU     | 1966–1987   | 304         |                                            |                                                                   | [ 29 ]                     |

Numery wagonów
- Most – Litvínov (T3SU): 204, 205, 210, 211, 214, 222–225, 227–234, 236, 238, 246, 247, 249, 250, 259, 261, 266
- Most – Litvínov (T3SUCS): 235, 237, 240–245, 248, 251–254, 257, 260, 264, 269, 271, 274–284, 300–313
- Most – Litvínov (nadwozia): 201–203, 206–209, 212, 213, 215–221, 226, 239, 255, 256, 258, 262, 263, 265, 267, 268, 270, 280
- Praga (nadwozia): 6009, 6012–6025, 6092, 6138, 6163, 6164, 6289, 6457, 6736, 6779, 6795, 6798, 8009, 8015, 8051, 8053, 8063, 8067, 8068, 8072, 8074, 8076, 8077, 8079, 8080, 8082, 8083, 8087–8089
- Bratysława (nadwozia): 202–204, 207, 209–211, 213, 215, 218, 221–224, 228, 229
- Koszyce (nadwozia): 229, 229, 238, 239, 261, 266–268, 298, 301, 302